# Економија за почетнике 3: Почетак потпуног ропства
Економија за почетнике 3: Почетак потпуног ропства је трећа књига анализа Часлава Кузмановића, посвећена проблемима привреде и друштва, са освртом на домаћу економску политику али и на светску економску кризу.
Књигу је објавила београдска кућа „Еверест медиа“ 2016. године, у едицији „Економске теме“. Предговор је написао професор економије, академик Часлав Оцић. Аутор карикатуре на предњој корици је карикатуриста и стрипар Лазо Средановић, а портрет аутора на задњој корици је урадио Владимир Матић Куриљов.
Аутор је 2013. у истој едицији објавио и књиге Светска економија за почетнике: Планетарни финансијски цунами и Српска економија за почетнике: Време патогених експерата.